# Wellington (Utah)
Wellington – miasto w Stanach Zjednoczonych, w stanie Utah, w hrabstwie Carbon.